# Designación OTAN

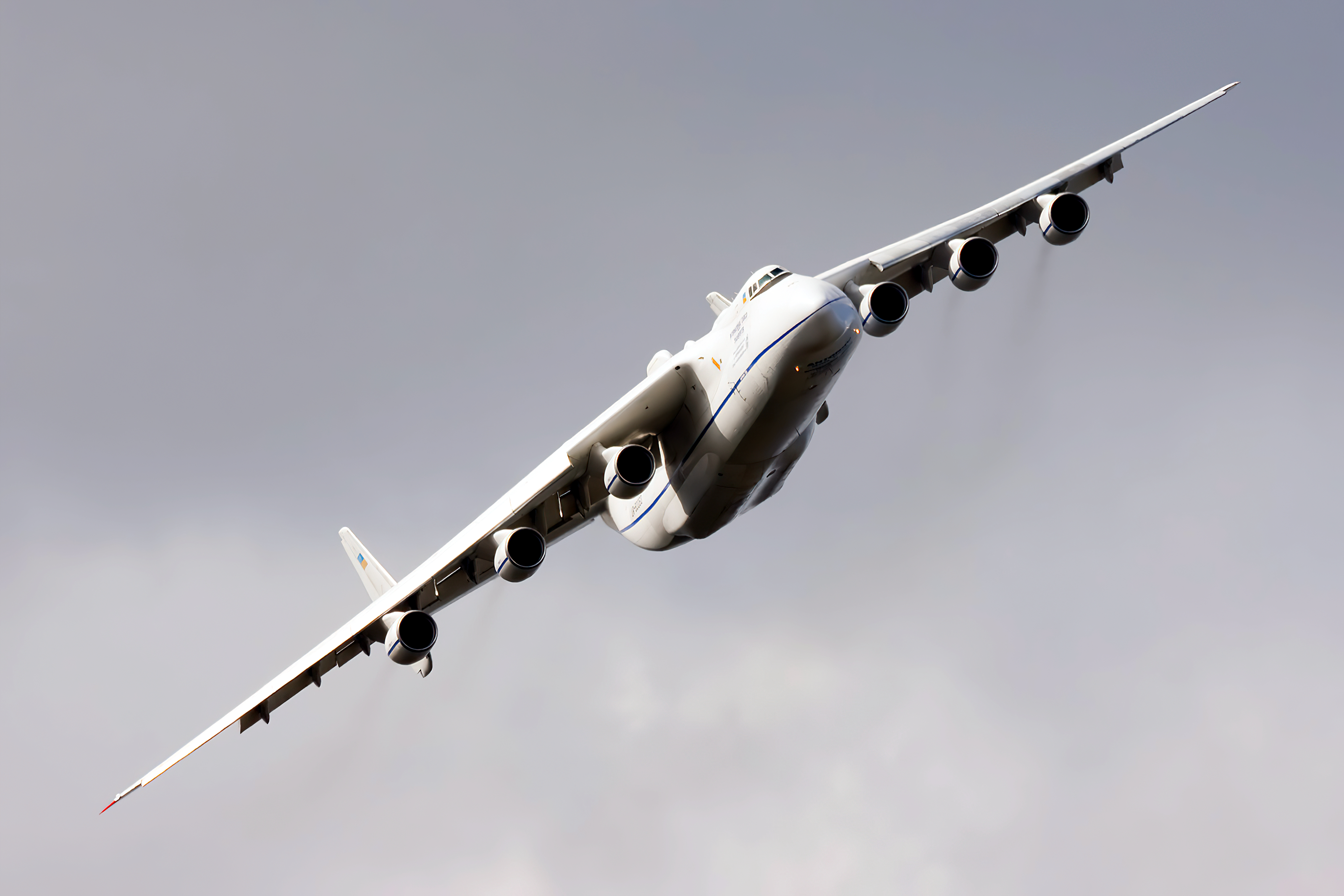
Avión de transporte Antónov An-225 Mriya, designación OTAN: Cossack

Las designaciones OTAN fueron una serie de nombres en clave para equipamiento militar del Bloque del Este (Unión Soviética, naciones partes del Pacto de Varsovia y la República Popular China). Estas designaciones se crearon para facilitar las comunicaciones entre unidades militares que hablaban en diferentes idiomas, además de que el nombre real del equipamiento al que se hacía referencia no se sabía o no existía, y en muchos casos no se conocería en Occidente durante años.
La OTAN mantiene aún este sistema de designación. La asignación de nombres para las aeronaves rusas y chinas es manejada por cinco naciones del Comité para la Coordinación y Estandarización del Aire ASCC (hoy Consejo de Interoperabilidad del Aire y Espacio ASIC, por sus siglas en inglés) el cual está integrado por los Estados Unidos, el Reino Unido, Canadá, Australia y Nueva Zelanda.

## Variaciones de los Estados Unidos
El Departamento de Defensa de los Estados Unidos extendió las designaciones de la OTAN en algunos casos. La OTAN se refiere a los misiles tierra-aire montados en barcos o submarinos con los mismos nombres que corresponde a los dispuestos en plataformas terrestres, pero en los EE. UU. se asignan diferentes series de números con diferentes sufijos (SA- y SA-N- para sistemas terrestres y embarcados, respectivamente).

## Sobrenombres soviéticos
Los soviéticos no siempre asignaron sus populares nombres a sus aeronaves, a pesar de que los sobrenombres no oficiales eran comunes en la fuerza aérea. Generalmente los pilotos soviéticos no usaban la designación de la OTAN, prefiriendo algún sobrenombre. Sin embargo, hay excepciones. Por ejemplo, la aeronave soviética MiG-29 nombre código Fulcrum ("punto de apoyo" en latín) hacía referencia a su rol principal dentro del sistema de defensa aéreo ruso. El Tupolev Tu-95 nombre código Bear fue ampliamente usado por sus pilotos. Miles de nombres fueron usados que cubrieron una gran cantidad de sujetos.

## Nomenclatura

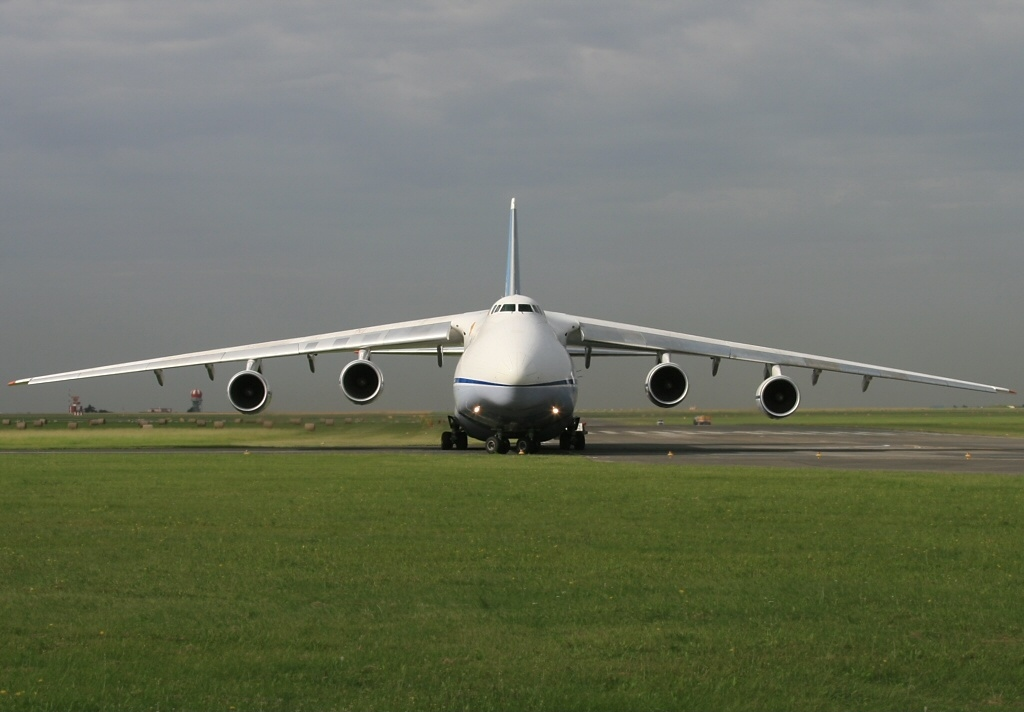
Antonov An-124-100

Para reducir el riesgo de confusión, fueron usados nombres basándose en la idea que serían más fáciles de usar en una conversación y más fáciles de memorizar. Palabras monosílabas indicarían propulsión a través de hélices mientras que multisílabas indicarían que era de propulsión a reacción. Los bombarderos eran denominados con palabras en inglés que comienzan por la letra B, como Badger ("Tejón"; 2 sílabas - jet),  Bear ("Oso"; monosílabo - turbohélice) y Blackjack.

## Lista de designaciones de la OTAN
La letra inicial indica el uso del dispositivo.

### Misiles
- A — Misiles aire-aire. Anexo:Designaciones OTAN para misiles aire-aire.
- K — Misiles aire-superficie (de la designación en ruso con la letra Kh). Anexo:Designaciones OTAN para misiles aire-superficie.
- G — Misiles superficie-aire. Anexo:Designaciones OTAN para misiles superficie-aire.
- S — Misiles superficie-superficie. Anexo:Designaciones OTAN para misiles superficie-superficie.
  - AT — Misiles antitanque (también S). Anexo:Designaciones OTAN para misiles antitanque.

### Aeronaves
- A — Avión de ataque a tierra  (Attack en inglés).

- F — Cazas (Fighter en inglés). Anexo:Designaciones OTAN para cazas.
- B — Bombarderos. Anexo:Designaciones OTAN para bombarderos.
- C — De carga. Anexo:Designaciones OTAN para aeronaves de carga.
- H — Helicópteros. Anexo:Designaciones OTAN para helicópteros.
- M — Misceláneas (de entrenamiento, de reconocimiento, hidroaviones, aviones cisterna, AEW, etc.). Anexo:Designaciones OTAN para aeronaves misceláneas.